# Büchergilde-Essaypreis
Der Büchergilde-Essaypreis war ein zweijährlicher Essay-Wettbewerb, der mit vorgegebenem Thema von der Büchergilde Gutenberg von 2000 bis 2006 im Rahmen ihrer Edition Zeitkritik ausgeschrieben wurde. 2004 und 2006 beteiligte sich die überregionale Berliner Tageszeitung taz an dem Wettbewerb.

## Struktur
Eine unabhängige Jury bewertete die Einsendungen. Der Essaypreis der Büchergilde war mit 2.500 Euro dotiert. Zusätzlich wurde der ausgewählte Essay zusammen mit weiteren neun, die in die engere Auswahl kamen, als Buch veröffentlicht.

## Themenstellungen
- 2000: „Chancengleichheit, Sozialpartnerschaft, Gerechtigkeit – Werte mit Zukunft?“
- 2002: „Sehnsucht nach Sinn? Lebensziele und Wertvorstellungen im vereinten Europa.“
- 2004: „Eine egoistische Gesellschaft? Leben zwischen Individualismus und Solidarität.“
- 2006: „Glaube, Liebe, Hoffnung – Die Rolle der Religion in einer individualisierten Gesellschaft.“

## Preisträger
- 2000: Norbert Olah
- 2002: zu gleichen Teilen an Verena Richter und Thomas Hajduk
- 2004: Maren Hombrecher, Romanistin, Autorin und Kommunikationsdesignerin aus Berlin
- 2006: Michaela Schröder mit dem Essay: Das weit geschnittene Dekolleté der Seelenbrust
- 2008: (aus „verlagsinternen“ Gründen nicht vergeben)[1]